# Neerstraat
De Neerstraat is een buurtschap in Bakel, in de Nederlandse provincie Noord-Brabant. De buurtschap is tevens de naam van de gelijknamige straat, een gedeelte van de provinciale weg 604.

## Tolbrug
De tolbrug lag in het noorden van Bakel. Van de 12de tot en met de 18e eeuw woonde in de boerderij waar nu museum de Tolbrug is, een voster (politie). Die voster zorgde ervoor dat mensen tol betaalden bij de tolpost ter hoogte van de Esperloop, de weg was toen een tolweg. Er werd tol geheven naar aanleiding van wat en hoeveel spullen je bij je had (te denken aan stro, geld en handelswaar). De tolbrug lag aan het noorden van Bakel. Er werd onder andere tol geheven om de gemeentekas aan te vullen. Omstreeks 1794 hebben de Fransen ervoor gezorgd dat deze tolpost opgeheven werd. Waarschijnlijk heeft men vroeger de tolbrug gebouwd aan de straat die nu de Neerstraat heet, omdat die weg een belangrijk verbindingsroute was tussen  De Mortel en Bakel en Milheeze. Er zijn verder geen andere tolwegen en/of tolbruggen aangetroffen.

## Museum
Naar aanleiding van de tolbrug heeft men nu een museum vernoemd als De Tolbrug. In dit museum worden tal van historische gereedschappen, werktuigen, gebruiksvoorwerpen en vroegtijdse huishoudelijke producten tentoongesteld.
Dorpen: Bakel · De Mortel · De Rips · Elsendorp · Gemert · Handel · Milheeze

Buurtschappen: Bakelsebrug · Bankert · Benthem · Deelse Kampen · De Klef · De Wind · Doonheide · Esdonk · Esp · Geneneind · Grotel · Heidveld · Hilakker · Hoeven · Hoogen-Aarle · Kaweide · Kivitsbraak · Koks · Kuundert · Mathijseind · Milschot · Muizenhol · Neerstraat · Nuijeneind · Overschot · Pandelaar · Pandelaarse Kampen · Ravensgat · Ren · Rootvlaas · Scheepstal · Schouw · Schutsboom · Speurgt · Tereyken · Verreheide · Vossenberg · Wolfsbosch · Zaarvlaas · Zand

Voormalige buurtschappen: Boekent

Noord-Brabant: Steden en dorpen      Nederland: Provincies · Gemeenten